# Manegebrug

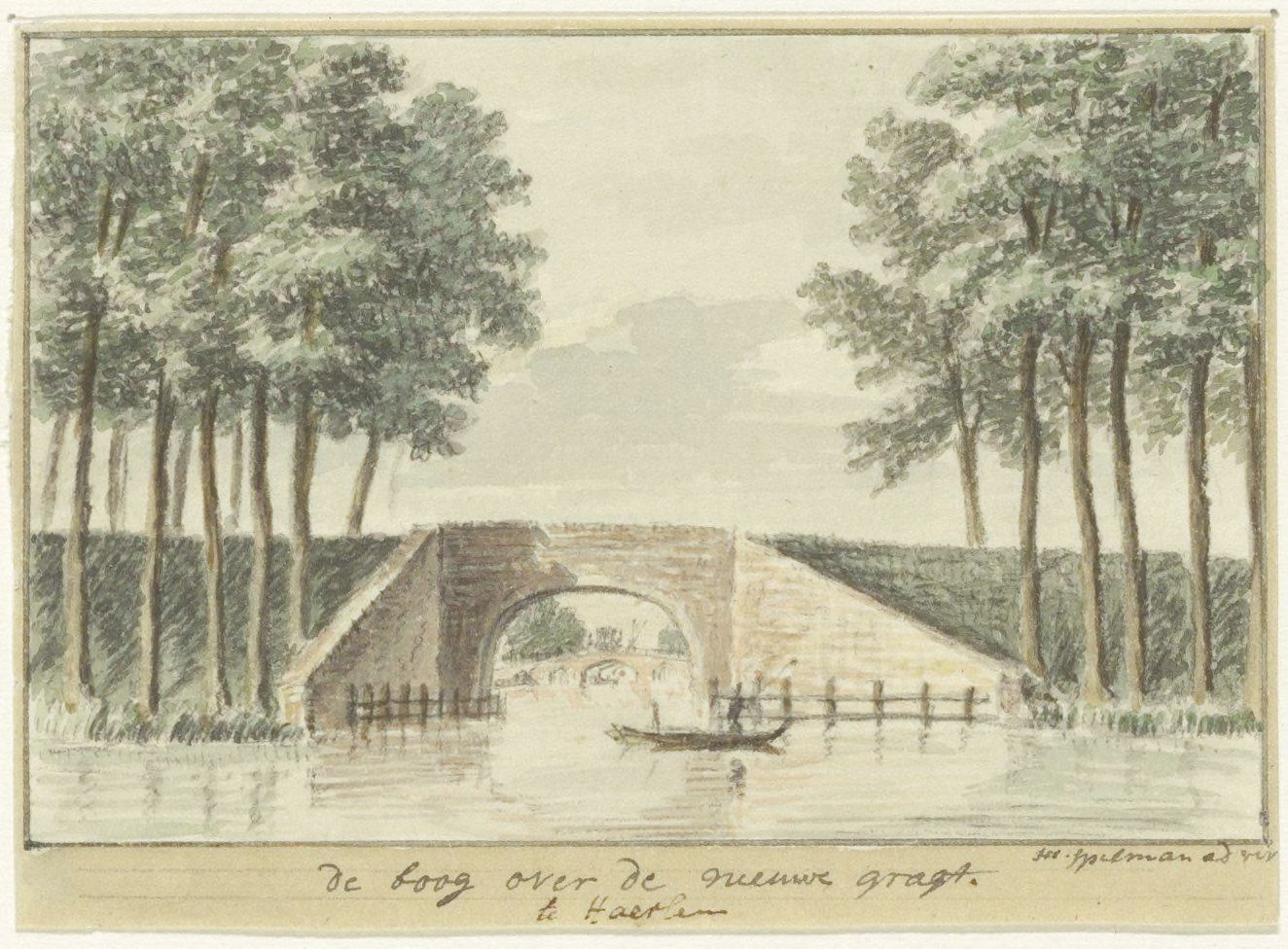
De Oude Manegebrug over de Nieuwe Gracht ter hoogte van de Kinderhuisvest

De Manegebrug is een vaste brug in de Nederlandse stad Haarlem. De brug overspant de Nieuwe Gracht en ligt in de Kinderhuisvest. De brug is vernoemd naar de voormalige militaire paardenhouderij uit 1873 aan de Nieuwe Gracht.
De recentste brug is in 1929 gebouwd door de Dienst Openbare Werken en werd tegelijkertijd met de verderop gelegen Jansbrug gebouwd. De Manegebrug is aanzienlijk eenvoudiger uitgevoerd dan zijn samenhanger, maar door de aparte ornamentele vormgeving van de eindkolommen en de middenpijler vormt de brug toch een monumentale afsluiting van de Nieuwe Gracht.
Over de brug rijden de R-netlijnen 340, 346 en 356 en de streeklijn 50.